# Йоан Стрез Балшич
Йоан Стрез Балшич (на албански: Ivan Stres Balsha, на сръбски: Јован Стрез Балшић) († след 1468) е албански феодал от рода на Балшичите. Племенник е на националния герой на Албания Скендербег.
Заедно с братята си Гойко Балшич и Георги Стрез Балшич владее областта Мизия в поречието на Бели Дрин между градовете Круя и Лежа. Участник е в основаването на Лежката лига, съюз насочен срещу османците, под водачеството на неговия вуйчо Скендербег. Заедно с Гойко подкрепя Скендербег до смъртта му и след това продължава да се бори срещу османците на страната на венецианците.

## Родословие
Йоан Стрез Балшич и братята му са синове на една от сестрите на Скендербег. Според летописа на Йоан Музаки и съгласно тезата на германския историк Карл Хопф, това е Влайка Кастриоти, омъжена за Стефан Стрез (син на Джурадж Балшич, незаконородения син на Джурадж I Балшич).
Според Фан Ноли обаче, те са деца на друга от сестрите на Скендербег – Елена и нейния съпруг Павле Балшич.

## Биография
След смъртта на вуйчо си заедно с няколко други аристократи Йоан продължава да се сражава с османците на страната на Венеция. През 1469 г. той иска от венецианския сенат да му върне отнетите му имоти – замъка Петрейо и територията между Круя и Драч.
Венеция до голяма степен удовлетворява исканията му, приемайки го за наследник на Скендербег.
Венецианският летописец Стефано Маньо записва подробности около гибелта на Йоан. Йоан настоява доставките на зърно от венецианците за обсадената от османците Круя да преминат през неговите земи само след като му бъде изплатен годишен данък. Венецианският управител на Шкодра Леонардо Болду разбира, че исканията на Йоан могат да имат сериозни последици и по време на уредената с него среща, въпреки че Йоан е подготвил засада в къщата, където тя се състояла, успява с хората си да го убие и изхвърлят главата му от къщата пред смаяните му приближени.